# کدمن‌تپه
کدمن‌تپه (به لاتین: Ketmen'tebe) یک روستا در قرقیزستان است که در استان جلال‌آباد واقع شده‌است.

## خصوصیات
کدمن‌تپه  ۱٬۹۰۱ نفر جمعیت دارد و ۸۰۳ متر بالاتر از سطح دریا واقع شده‌است.